# کلود نته
کلود نته (فرانسوی: Claude Netter‎; ۲۳ اکتبر ۱۹۲۴ – ۱۳ ژوئن ۲۰۰۷) شمشیرباز اهل فرانسه بود.
وی در مسابقات کشوری و بین‌المللی در مجموع برندهٔ ۱ مدال طلا، ۱ مدال نقره شده‌است.